# Včela skalní
Včela skalní (Apis laboriosa Smith, 1871) je vysokohorským druhem včely. Vyskytuje se pouze v Himálaji v pásmu od 1200 do 4000 m n. m. Z hlediska taxonomie není odborná veřejnost zcela zajedno, zda jde o samostatný druh. Někdy je tato včela považována za poddruh včely obrovské pod názvem Apis dorsata laboriosa.
V české literatuře nebylo dosud (2004) o ní pojednáno. Autor zdroje Ing. Přidal navrhuje pro Apis laboriosa český název včela skalní, jednak podle charakteru prostředí, v němž se vyskytuje, jednak s přihlédnutím k přijatému polskému ekvivalentu pszczoła skalista.

### Související články

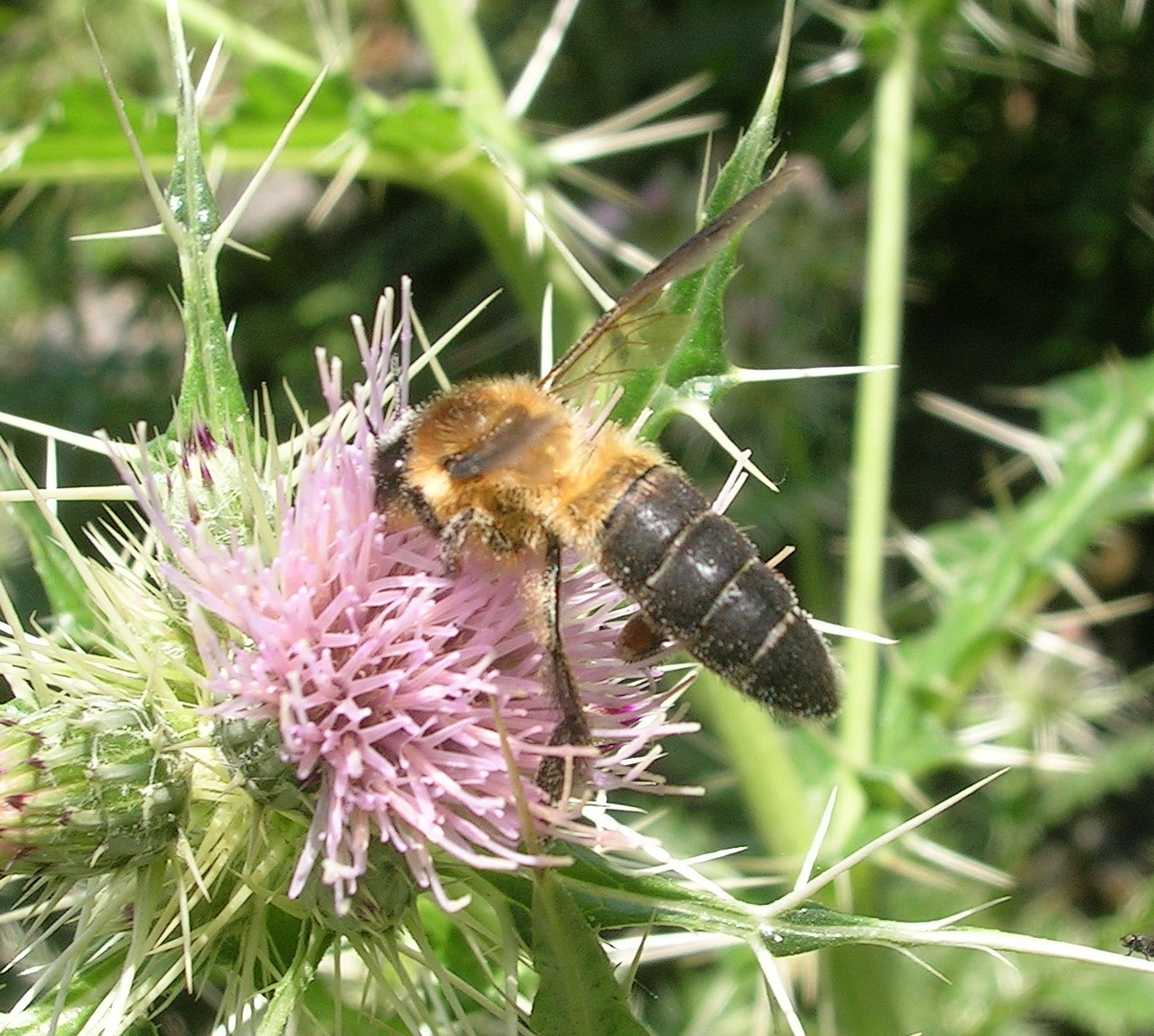
Včela skalní

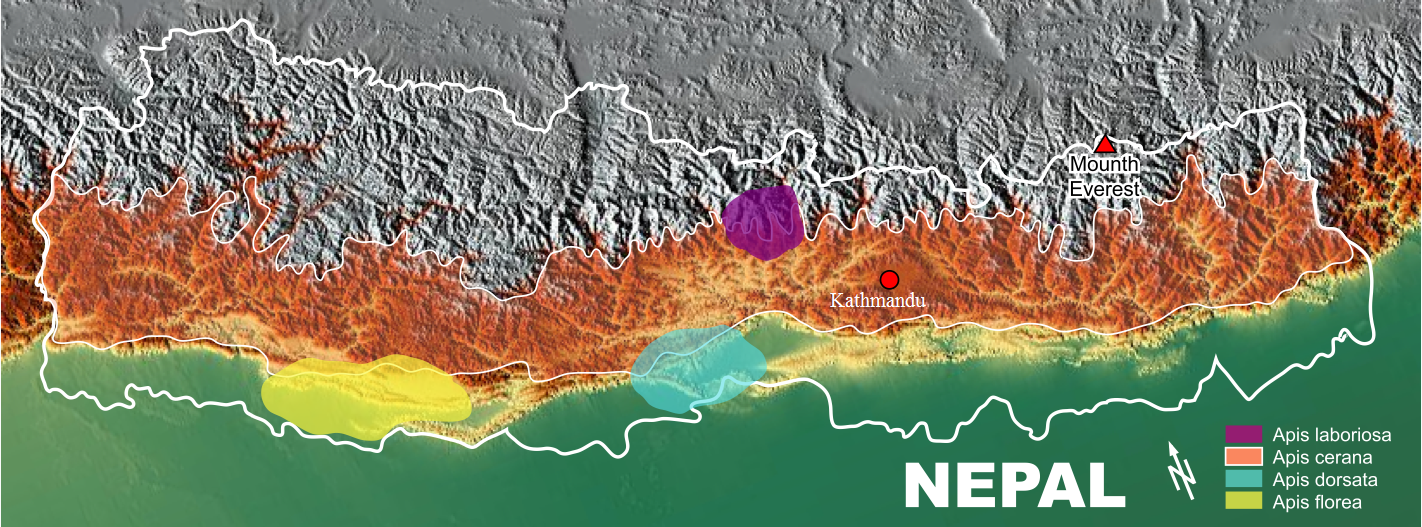
Výskyt asijských druhů včel v Himálaji